# Pavel Moroz
Pavel Vasilievitch Moroz (en russe : Павел Васильевич Мороз), né le 28 mars 1980 à Tchervonohrad, est un joueur russe de volley-ball. Il mesure 2,05 m et joue attaquant. Il totalise 3 sélections en équipe de Russie.

## Clubs
| Club                   | De        | À         |
| ---------------------- | --------- | --------- |
| MGTU Moscou            | 2004-2005 | 2009-2010 |
| VK Kouzbass Kemerovo   | 2010-2011 | 2012-2013 |
| Lokomotiv Novossibirsk | 2013-2014 | ...       |

## Palmarès

### Club
- Coupe de Russie
  - Finaliste : 2011

### Distinctions individuelles
- Meilleur marqueur du championnat de Russie 2012